# Alice Englert
 (janvier 2023).
Alice Englert, née à Sydney, en Australie, le 15 juin 1994, est une actrice néo-zélandaise[réf. nécessaire].

## Biographie

### Enfance et formation
Alice Englert est née le 15 juin 1994, l'année où sa mère a reçu un Oscar, à Sydney, en Australie. Elle est la fille de la scénariste et réalisatrice néo-zélandaise Jane Campion et du cinéaste australien Colin David Englert,.
Elle a été élevée à Sydney et sur les lieux du travail de sa mère, en expliquant : « J'ai passé la moitié de ma vie dans les avions. J'ai beaucoup d'amour pour la Nouvelle-Zélande, cependant.»
Elle a fréquenté les écoles de New York, Londres, Nouvelle-Zélande, Rome et Australie, l'une d'entre elles étant Sibford School, un pensionnat à Oxfordshire, Angleterre. Ses parents ont divorcé quand elle avait sept ans.
Elle a quitté l'école secondaire pour devenir actrice.

### Carrière
Elle a fait ses débuts au cinéma à 8 ans dans Listen, suivie, à 12 ans, par le court-métrage de sa mère Le journal de l'eau.
En 2012, elle joue dans le film de Sally Potter Ginger and Rosa et le film d'horreur In Fear avec Iain De Caestecker. L'année suivante, elle obtient un nouveau rôle principal dans l'adaptation cinématographique, tiré du roman 16 lunes de Kami Garcia et Margaret Stohl, Sublimes créatures avec Alden Ehrenreich et réalisé par Richard LaGravenese, puis elle tourne aux côtés de Josh Hartnett dans La Prophétie de l'anneau de Roland Joffé, présenté au Festival de Cannes 2012.
En 2014, elle apparaît dans la série New Worlds. L'année suivante, elle joue dans la mini-série Jonathan Strange et Mr Norrell.
En 2017, elle tourne de nouveau sous la direction de sa mère dans la série Top of the Lake. Trois ans plus tard, elle joue avec Sarah Paulson dans Ratched.
En 2021, elle tourne avec Tahar Rahim et Jenna Coleman dans Le Serpent, elle tourne également dans le film Body Brokers et elle retrouve Jane Campion dans The Power of the Dog, diffusé sur Netflix.

## Filmographie

### Comme réalisatrice

#### Cinéma
- 2023 : Bad Behaviour

### Comme actrice

#### Cinéma

##### Longs métrages
- 2012 : Ginger and Rosa de Sally Potter : Rosa
- 2012 : In Fear de Jeremy Lovering : Lucy
- 2013 : Sublimes créatures (Beautiful Creatures) de Richard LaGravenese : Lena Duchannes
- 2013 : La Prophétie de l'anneau (The Lovers) de Roland Joffé : Dolly
- 2016 : The Rehearsal d'Alison Maclean : Thomasin
- 2019 : Le Souffle du serpent (Them That Follow) de Britt Poulton et Dan Madison Savage : Mara Childs
- 2021 : The Power of the Dog de Jane Campion : Buster
- 2021 : Body Brokers de John Swab : Opal
- 2022 : You Won't Be Alone de Goran Stolevski : Biliana
- 2023 : Bad Behaviour d'elle-même : Dylan

##### Courts métrages
- 2006 : Le journal de l'eau (The Water Diary) de Jane Campion : Ziggy
- 2008 : Flame of the West d'Hannah Cowley : Casey
- 2017 : Family Happiness d'elle-même : Fiona (également scénariste)

#### Télévision

##### Séries télévisées
- 2014 : New Worlds[7] : Hope
- 2015 : Jonathan Strange et Mr Norrell : Lady Pole
- 2017 : Top of the Lake : Mary
- 2020 : Ratched : Infirmière Dolly
- 2021 : Le Serpent (The Serpent) : Teresa Knowlton
- 2022 : Liaisons Dangereuses (Dangerous Liaisons) : Camille, Marquise de Merteuil

## Distinctions
| Année | Cérémonie                       | Catégorie | Film               | Résultat   |
| ----- | ------------------------------- | --- | ------------------ | ---------- |
| 2012  | British Independent Film Awards | BIFA de la meilleure actrice dans un second rôle                                                                                | Ginger & Rosa      | Nomination |
| 2013  | Women Film Critics Circle       | Meilleure travail féminin/Meilleure distribution (partagée avec Elle Fanning, Christina Hendricks, Jodhi May et Annette Bening) | Ginger & Rosa      | Lauréat    |
| 2013  | Teen Choice Awards              | Meilleur baiser (partagé avec Alden Ehrenreich)                                                                                 | Sublimes créatures | Nomination |
| 2013  | Teen Choice Awards              | Révélation féminie de l'année                                                                                                   | Sublimes créatures | Nomination |
| 2013  | Teen Choice Awards              | Meilleure actrice dans un film romantique                                                                                       | Sublimes créatures | Nomination |
| 2016  | Berlinale                       | Génération Kplus- Meilleur court-métrage                                                                                        | The Boyfriend Game | Nomination |
| 2017  | St. Kilda Film Festival         | Meilleure performance à l'écran                                                                                                 | The Boyfriend Game | Lauréat    |